# Waltz on Life Line
『Waltz on Life Line』（ワルツ オン ライフライン）は、日本のロックバンド、9mm Parabellum Bulletの6枚目のフルアルバム。2016年4月27日発売。

## 解説
- オリジナルアルバムとしては『Dawning』から約3年振りとなるフルアルバム。
- 自主レーベル「Sazanga Records（サザンガ・レコーズ）」からの初のリリースとなった（TRIAD（日本コロムビア）との協業による）。
- 初回限定盤には、2015年度の「9mmの日（9月9日）」に行ったライブの模様を収録したDVDが付属している。
- メンバー4人それぞれが作曲を行ったクアトロAサイドシングル「反逆のマーチ/ダークホース/誰も知らない/Mad Pierrot」の流れも汲んでおり、4人それぞれが作曲を行った楽曲が収録されている。
- バンドの音源としては、初めてアナログ盤がリリースされた。

## 収録曲
1. 生命のワルツ [3:24]
（作詞：菅原卓郎　作曲：滝善充）
6thシングル
2. Lost!! [3:02]
（作詞：菅原卓郎　作曲：滝善充）
アルバムのリード曲であり、MVが制作されている。
3. 湖 [3:41]
（作詞：菅原卓郎　作曲：中村和彦）
4. Mad Pierrot [4:25]
（作詞・作曲：かみじょうちひろ）
7thシングル
5. 反逆のマーチ [3:59]
（作詞：菅原卓郎　作曲：滝善充）
7thシングル
6. ロンリーボーイ [3:41]
（作詞：菅原卓郎　作曲：中村和彦）
7. Kaleidoscope [3:31]
（作詞・作曲：かみじょうちひろ）
8. Lady Rainy [3:56]
（作詞・作曲：菅原卓郎）
9. ダークホース [3:21]
（作詞：菅原卓郎　作曲：中村和彦）
7thシングル
10. 誰も知らない [3:08]
（作詞・作曲：菅原卓郎）
7thシングル
11. 火祭り [3:37]
（作詞・作曲：かみじょうちひろ）
12. モーニングベル [4:07]
（作詞：菅原卓郎　作曲：滝善充）
13. 迷宮のリビングデッド [3:47]
（作詞・作曲：中村和彦）
中村の初作詞曲。
14. スタンドバイミー [4:31]
（作詞：菅原卓郎　作曲：滝善充）
15. 太陽が欲しいだけ [2:50]
（作詞：菅原卓郎　作曲：滝善充）　
この曲のタイトルが2016年6月24日から10月30日まで行われた全国ツアー「TOUR 2016 太陽が欲しいだけ」に使用された。

### 初回限定盤DVD
- QUATTRO A-Side Single「反逆のマーチ/ダークホース/誰も知らない/Mad Pierrot」 Release Party at SHIBUYA CLUB QUATTRO 2015.09.09

1. 荒地
2. Invitation
3. Mr.Suicide
4. Mad Pierrot
5. 黒い森の旅人
6. Trigger
7. Mr.Brainbuster
8. 悪いクスリ
9. 反逆のマーチ
10. Punishment

- ゲリラライブ at TOWER RECORDS SHIBUYA 2015.09.09
  - タワーレコード渋谷店1Fで行ったゲリラライブの映像をダイジェストで収録。